# بهار

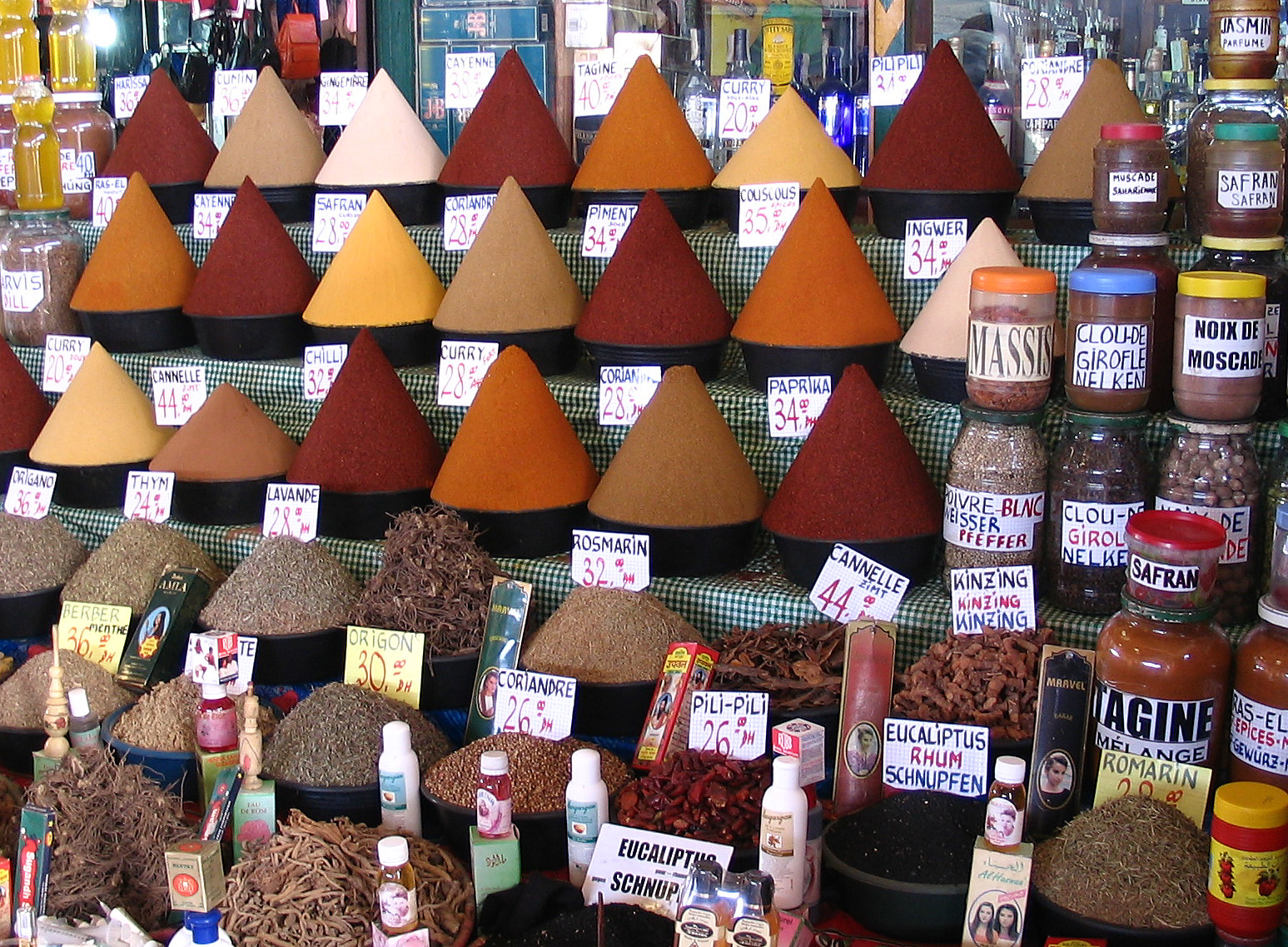
صورة لمجموعة من البهارات

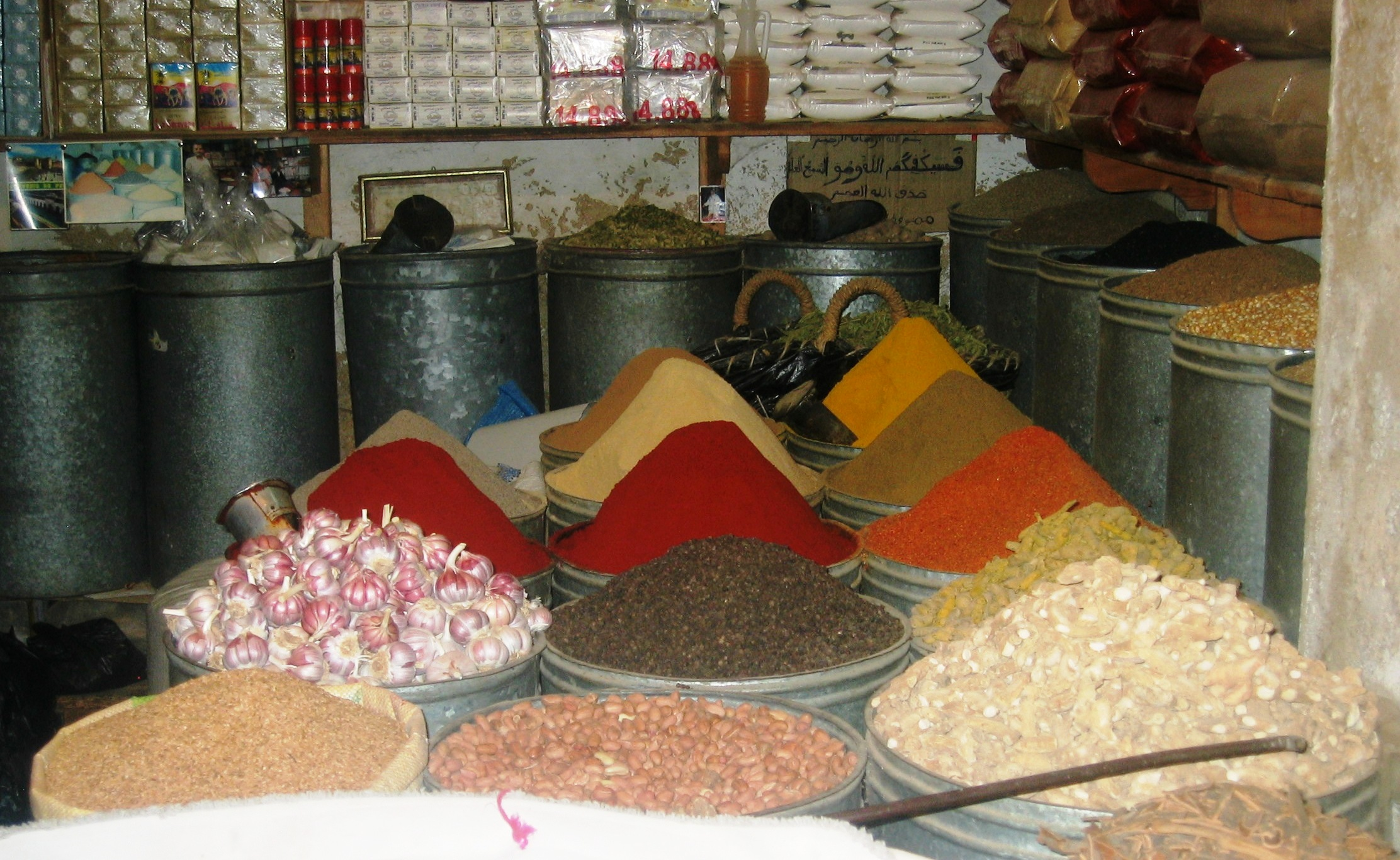
البهارات والتوابل المغربية

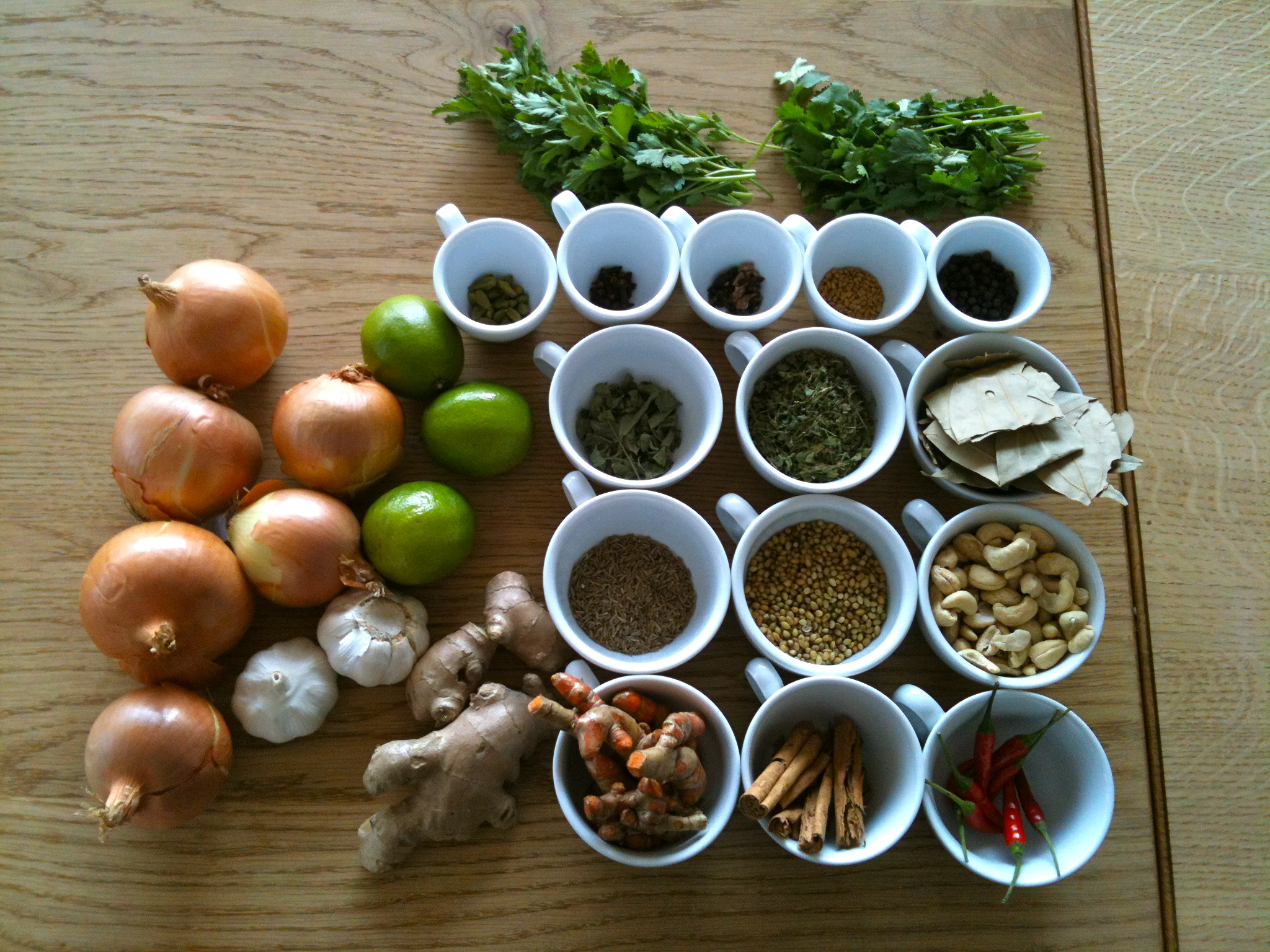
توابل وأعشاب مجمعة لإعداد طبق

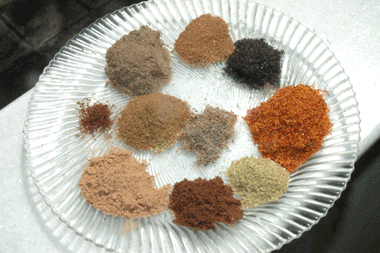
بهارات خليجي

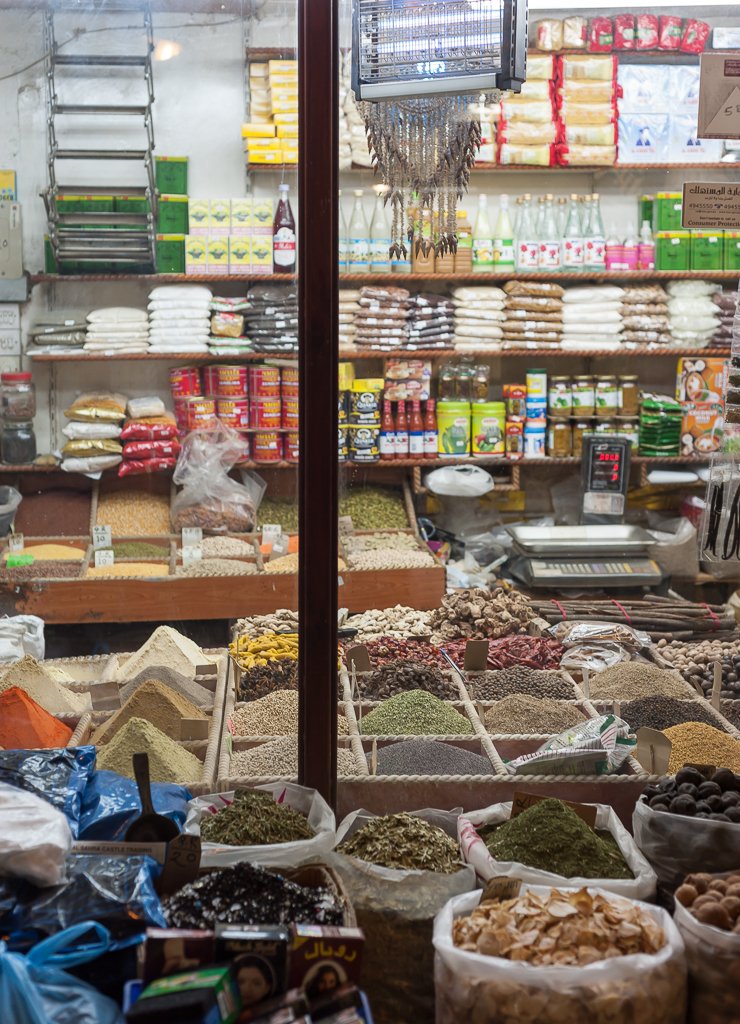
محل بسوق واقف - الدوحة.

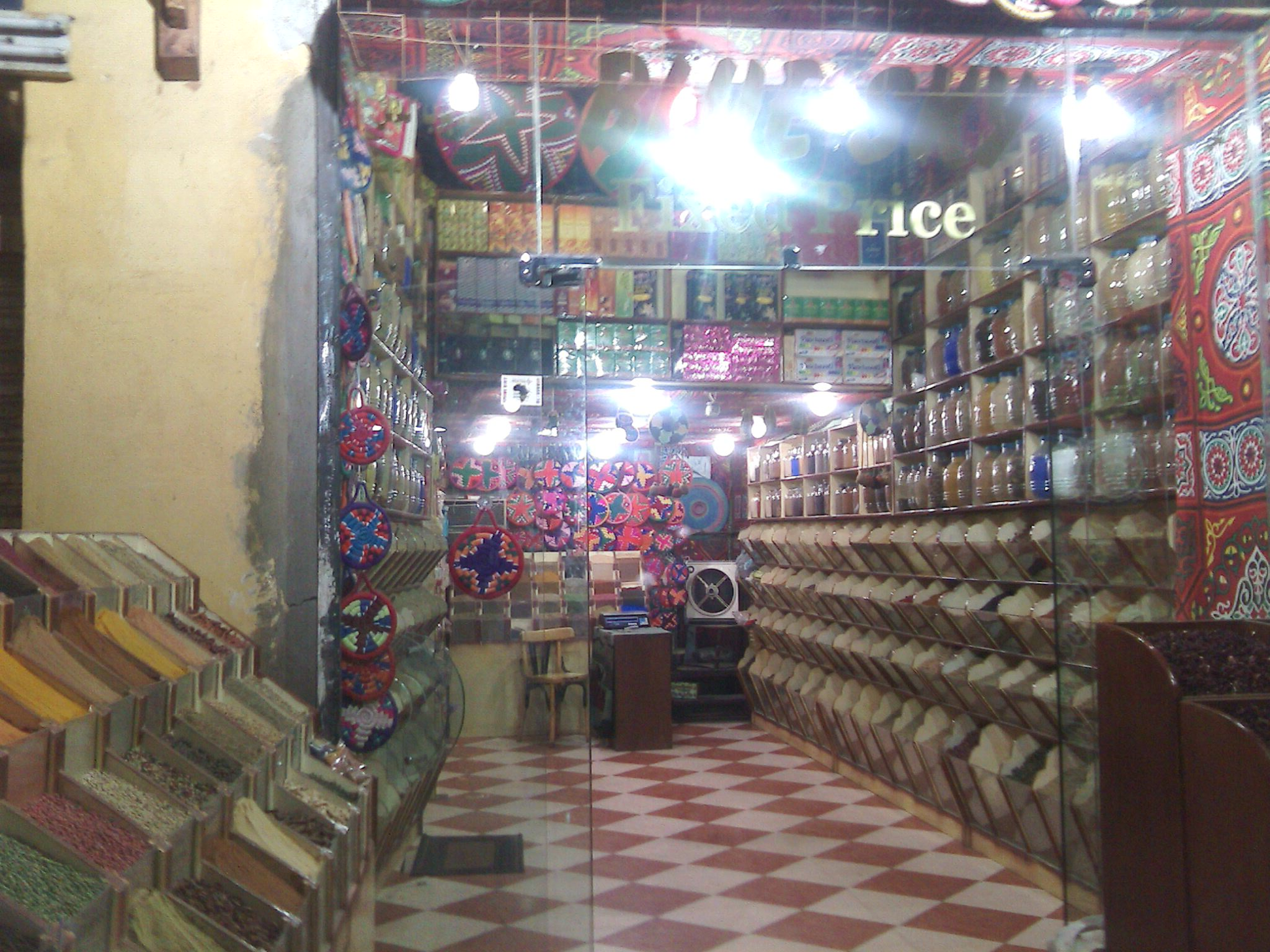
محل عطارين بأسوان - مصر

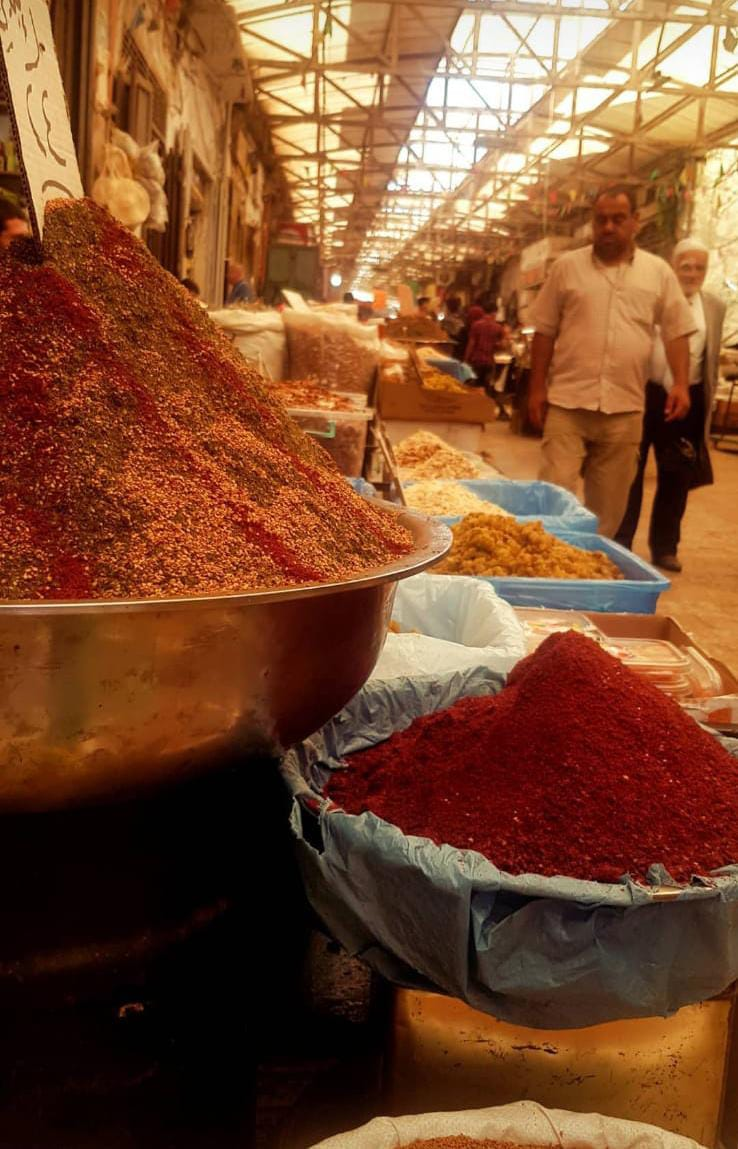
سوق البهارات في مدينة نابلس

البهارات هي مادة أو مجموعة مواد تضاف عادة إلى الطعام بكميات قليلة وتستعمل لإعطاء نكهة للأطعمة المختلفة، وتصنع البهارات من كافة أجزاء النباتات كالبذور والثمرات والأوراق واللحاء والجذور.
وتستعمل البهارات في مجالات أخرى غير الطعام كحفظِ الغذاءِ في الطب، وفي بعض الطقوس الدينية، وفي مستحضرات التجميل، والعطارة وقد تستخدم كمجرد خضار. فالكركم يستعمل أيضاً كمادة حافظة على سبيل المثال؛ القرنفل يستعمل في الطب كمخدر؛ الثوم كخضار وما إلى ذلك.
ويجب تمييز البهارات عن بعض الأعشاب التي تستعمل أيضاً لإضفاء نكهة على الطعام كالريحان مثلاً، ففي حين أن هذه الأعشاب تتكون عادة من أجزاء من النبات أيضاً إلا أنها تكون في العادة نضرة وطازجة في حين أن التوابل تكون عادة على شكل مسحوق جاف. وهنا يجب الإشارة إلى الملح ففي حين أن الملح أيضاً مسحوق جاف يستعمل لإضفاء نكهة على الطعام، لكنه ليس من البهارات حيث إنه لا يستخلص من أية مادة نباتية بل هو مادة معدنية.

## الأسماء
كلمة البهارات قيل أنها نسبة للهند[بحاجة لمصدر]. وفي كتب الطبخ العربية القديمة كانت تعرف البهارات بـ الأبازير. ومن مسمياتها أيضا: التحبيشة (نسبة للحبشة)[بحاجة لمصدر] و التوابل و الأفاويه.

## التصنيفات
تُصَنَّف البهارات حسب الجزء الذي تُصَنَّع منه من النبات:
- الأوراق أو الفروع للنباتات العطرية، ومثال عليها: إكليل الجبل والبقدونس وورق الغار والزعتر.
- الثمار الناضجة أو بذور النباتات، ومثال عليها: الخردل والفلفل والشمار.
- الجذور أو الأبصال، ومثال عليها: الثوم والزنجبيل.

## نبذة تاريخية
برزت البهارات وأهميتها في التاريخ الإنساني منذ الأزل، حيث كانت تعتبر من أهم المواد في تجارة العصور القديمة، وذكر في سفر التكوين أن إخوة النبي يوسف باعوه لتجارة العبيد في قافلة لجماعة من تجار البهارات. وفي سفر نشيد الأنشاد نرى مقارنة بين الحبيب ومجموعة من البهارات. وقد عرفت تجارة البهارات في الشرق الأوسط حوالي سنة 2000 قبل الميلاد وعلى الأخص القرفة والفلفل. وقد اكتشفت مؤخراً آثار لفصوص ثوم في موقع أثري يعود لسنة 1700 قبل الميلاد في سوريا. كما أن الملحمة الهندية رامانا والذي يعتقد أنها كتبت حوالي 200 قبل الميلاد تذكر فصوص الثوم، كما أنها وردت في الكتابات الرومانية القديمة.

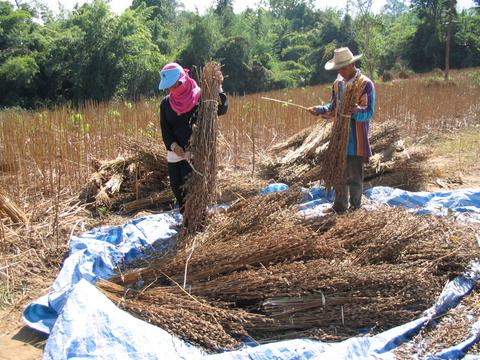
عملية قطاف السمسم

أما في جنوب آسيا فإن جوزة الطيب والتي يعتقد أن منشأها هو جزر الملوك، قد ذكرت في الكتابات الهندوسية المكتوبة باللغة السنسكريتية القديمة مما يدل على قدم استعمالها في هذه المنطقة، ويقدر المؤرخون أن جوزة الطيب قد تم إدخالها إلى أوروبا حوالي القرن السادس قبل الميلاد. وقد سيطر التجار العرب على طرق التجارة بين الشرق الأوسط والهند حتى الأزمنة الرومانية، مما جعل من مدن مثل الإسكندرية مركزاً وعصباً للتجارة بين الشرق وأوروبا؛ ومنذ القرن الثامن الميلادي حتى القرن الخامس عشر ميلادي فإن مدينة البندقية كانت مركز احتكار لتجارة التوابل مع الشرق الأوسط. وقد كانت السيطرة على طرق التجارة والتحكم في تجارة البهارات هي الدافع الرئيسي وراء رحلة البحار البرتغالي الشهير فاسكو دا غاما إلى الهند سنة 1499 م. حيث لم تكن إسبانيا والبرتغال راضيتين عن السعر العالي الذي كانت البندقية تبيع به البهارات. وقد تزامن ذلك مع عودة المستكشف كريستوفر كولومبس من العالم الجديد (أمريكا) ووصفه لأنواع التوابل الجديدة التي وجدها هناك.

## كميات الإنتاج
فيما يلي قائمة بأكبر الدول المنتجمة للبهارات مصنفة حسب كمية الإنتاج بالطن:
| حجم الإنتاج بالطن حسب إحصائيات منظمة الأغذية والزراعة (الفاو). |          |           |           |  |
| الترتيب                                                        | البلد    | 2010      | 2011      |  |
| 1                                                              | الهند    | 1٬474٬900 | 1٬525٬000 |  |
| 2                                                              | بنغلاديش | 128٬517   | 139٬775   |  |
| 3                                                              | تركيا    | 107٬000   | 113٬783   |  |
| 4                                                              | الصين    | 90٬000    | 95٬890    |  |
| 5                                                              | باكستان  | 53٬647    | 53٬620    |  |
| 6                                                              | إيران    | 18٬028    | 21٬307    |  |
| 7                                                              | نيبال    | 20٬360    | 20٬905    |  |
| 8                                                              | كولومبيا | 16٬998    | 19٬378    |  |
| 9                                                              | إثيوبيا  | 27٬122    | 17٬905    |  |
| 10                                                             | سريلانكا | 8٬293     | 8٬438     |  |
| —                                                              | العالم   | 1٬995٬523 | 2٬063٬472 |  |

## قائمة البهارات مع مقابلهابالإنجليزية
- فلفل أسود Pepper
- الفلفل الابيض
- فلفل حلو Paprika
- فلفل حار أو حراق (الشطه) Chilli
- هال أو حبهان Cardamom
- قرفه Cinnamon
- يانسون Anise
- يانسون حقيقي (نجمي) Star Aniseed
- جوزة الطيب Nutmeg
- قرنفل Clove
- كزبرة Coriander
- قصعين أو مريميه Sage
- كمون Cumin
- شمر Fennel
- زنجبيل Ginger
- زعفران Saffron
- كركم Turmeric
- إكليل البحر أو روزمارى Rosemary
- بقدونس Parsley
- ورق الغار Bay Leaf
- زعتر Thyme
- سماق Sumac
- خردل أو ماسترده Mustard
- شبت Dill
- كروياء Caraway
- فانيليا Vanilla
- مصطكي أو مستكه Mastic
- نعناع Mint
- ريحان Basil
- جونيبرأو عرعر Juniper
- كاري Curry
- طرخون Tarragon
- تمر هندى Tamarind
- عرقسوس Licorice
- مردقوش Marjoram
- قشرة جوزة الطيب Mace
- وسابى Wasabi
- حماض أو حميض Sorrel
- بذر خشخاش Poppy Seed
- بذر الكرفس Celery seeds
- زعتر بري اوريجانو Oregano
- محلب Rock cherry
- حلبة Fenugreek
- حبة البركة Nigella
- العصفر Safflower
- خردل mustard
- قبار Caper

## هوامش
1. ↑  Buccellati et Buccellati 1983
2. ↑  Burkill 1966
3. ↑  "Production of Spice by countries". منظمة الأغذية والزراعة. 2011. مؤرشف من الأصل في 2011-07-13. اطلع عليه بتاريخ 2013-12-20.